# Wiesenrauten-Kapselspanner
Der Wiesenrauten-Kapselspanner (Gagitodes sagittata, Syn.: Perizoma sagittata) oder Wiesenrauten-Blattspanner ist ein Schmetterling (Nachtfalter) aus der Familie der Spanner (Geometridae).

## Merkmale

### Falter
Die Flügelspannweite der Falter beträgt etwa 26 bis 34 Millimeter. Die Vorderflügel besitzen eine rotbraune bis karamellbraune Grundfarbe, Mittel- und Wurzelfeld sind einfarbig schwarzbraun und von feinen weißen Linien eingefasst. Vom Mittelfeld springt ein großer Zacken pfeilförmig saumwärts vor, in dessen Verlängerung sich ein weißer Fleck befindet.  Die weißgrauen Hinterflügel zeigen eine undeutliche dunkle Querlinie sowie einen kleinen Punkt in der Mitte. Durch die sehr auffällige und charakteristische Zeichnung ist der Falter unverwechselbar. Exemplare mit in der Mitte weiß unterbrochenem Mittelband werden als f.interrupta Hirschke bezeichnet.

### Raupe, Puppe
Die Raupe ist hellgrün gefärbt und besitzt auffällige dunkelgrüne Querwülste und Seitenstreifen. Die Puppe  ist kurz, dick und grün mit zwei divergierenden Borsten am Kremaster.

## Vorkommen
Die Hauptverbreitung der Art liegt in Ostasien, wie in Japan, Korea, China und den Kurilen sowie in Nord- und Mitteleuropa.  Sie bevorzugt feuchte Gebiete und steigt in den Alpen bis auf 1500 Meter.

## Lebensweise
Die Raupen ernähren sich von den Blüten und Früchten der Wiesenraute (Thalictrum).  Sie leben im August und September. Die Puppen überwintern, zuweilen zweimal. Die Falter sind nachtaktiv und fliegen von Mitte Juni bis Mitte August.

## Gefährdung
In Deutschland kommt die Art nur vereinzelt vor und wird auf der Roten Liste gefährdeter Arten in Kategorie 2 („stark gefährdet“) geführt, in Baden-Württemberg, Mecklenburg-Vorpommern, Niedersachsen und Sachsen-Anhalt sogar in Kategorie 1 („vom Aussterben bedroht“). In Nordrhein-Westfalen gilt sie als ausgestorben oder verschollen.